# Núsz
A núsz (noosz) görög kifejezés, jelentése: ész, értelem, tágabb értelemben a szellemi megragadás képessége. Platón ismeretelméletében a legmagasabb rendű értelmi képesség, az ideák megismerésének eszköze. Arisztotelésznél is a legnemesebb lélekrész, míg a neoplatonikusoknál már a világot átszellemítő érzékfeletti, melyet demiurgosz értelemben is használtak.
A homéroszi eposzokban és azok idején a núsz jelentése egy helyzet felismerése, vagy valamely látvány pontosabb meghatározása, konkretizálása volt. A preszókratikus filozófiában a szó jelentésének két fő iránya bontakozott ki: a homéroszi korhoz hasonlóan továbbra is használták az ember bizonyos mentális képességeinek jelölésére, másrészt a világmindenség rendjéért felelős isteni princípium megjelölésére is.  A filozofálás során a núsz jelentésköre lényegesen bővült. Jelentései közé került az elme, értelem, lélek, okosság, belátás, ismeret, szellem. Ebben a kibővülő jelentéstartományban rajzolódnak ki az egyes preszókratikus filozófusok eszméi. Hérakleitosznál a noosz vezet az „isteni törvény” ismeretére és belátására, Démokritosz szóhasználatában pedig elsősorban azt a logikai funkciót gyakorolja, amelyik a dolgok végső valóságáról alkotott ismeretekhez segít hozzá bennünket. Fontos kiemelni Anaxagoraszt, aki Lét-Elemnek tartotta a núszt. Nem csupán ismerő és cselekvést irányító instanciának, hanem Világ-Elvnek.  A núsz itt egyetlen intellektuális mozgató erő. Hasonlóan Empedoklész Szeretet és Viszály párosához, itt a núsz irányítja a körforgást, ami segítségével a világ kialakul. Mindenről minden ismerettel rendelkezik, a legerősebb, legfinomabb, legtisztább, mindenen uralkodik, és ő rendezi be, mi, milyen legyen a kozmikus körforgás során. Tulajdonképpen a kozmogónia a núsznak köszönhető, hiszen ő indította meg a körforgást, ugyanakkor az is fontos, hogy miután elindította a körforgást, és a mindenség mozgásba jött, mechanikus tényezők lépnek működésbe, és ezzel kevésbé közvetlenné válik a núsz hatása.  Nehéz meghatározni, hogy a núsz Anaxagorásznál milyen állagú. A többiek mindenből rendelkeznek egy résszel, ám a núsz végtelen és öntörvényű, nincs összekeveredve semmivel, „hanem egymaga önmagában van.” Valószínű, hogy Anaxagorász egy tökéletesen testetlen entitás elképzelésével és leírásával küszködik. Azonban, ahogy elődei számára, úgy még számára is a valóság egyetlen végső kritériuma a térbeli kiterjedés.